# Tom Kapinos
Tom Kapinos (ur. 12 lipca 1969 w Levittown w stanie Nowy Jork) – amerykański producent, scenarzysta i reżyser filmowy pracujący głównie dla telewizji. Jest twórcą wielokrotnie nagradzanego serialu Californication z Davidem Duchovnym w roli głównej, nadawanego w latach 2007–2014. Jest także reżyserem i scenarzystą wielu odcinków tego serialu. W latach 1999–2003 był producentem i scenarzystą serialu Jeziora marzeń (ang. Dawson's Creek, 1998-2003).

## Życiorys
Wychował się w Levittown w stanie Nowy Jork, w 1987 ukończył Island Trees High School. W połowie lat 90. XX wieku przeniósł się do Kalifornii. Karierę w telewizji rozpoczął w 1999 roku. Dla telewizji Fox stworzył scenariusz filmu telewizyjnego The Virgin Mary (pl. Dziewica Maryja), w którym w głównej roli miała wystąpić Jennifer Aniston, film nie został jednak zrealizowany.
Następnie dołączył do ekipy producenckiej serialu Jezioro marzeń, w którym pełnił funkcję producenta wykonawczego oraz scenarzysty. Do produkcji telewizji The WB napisał scenariusze do 7 odcinków, a kolejne 13 współtworzył.
W 2007 roku namówił do współpracy Davida Duchovny’ego i wspólnie przekonali telewizję Showtime do zrealizowania serialu o środowisku filmowym Kalifornii. Od 2007 powstało 7 serii serialu Californication po 12 odcinków każda. Kapinos odpowiada za scenariusze 66 odcinków.
W 2016 premierę miał serial Lucyfer współtworzony przez Kapinosa, w oparciu o fabułę stworzoną przez Neila Gaimana, na podstawie komiksów z Uniwersum DC Comics

## Nagrody i nominacje
Opracowane na podstawie materiału źródłowego.
- BAFTA 2008 – najlepszy serial międzynarodowy (nominacja)
- PGA Awards (Nagrody Gildii Producentów Filmowych) 2010 – producent serialu komediowego (nominacja)

## Filmografia
- Jezioro marzeń (serial telewizyjny, 1999-2003) – scenarzysta, współscenarzysta i producent wykonawczy
- Californication (serial telewizyjny, od 2007–2014) – twórca serialu, scenarzysta, współscenarzysta, producent wykonawczy, reżyser
- Lucyfer (serial telewizyjny, 2016) – współscenarzysta i producent
- Dead People (serial telewizyjny, w produkcji, 2016)[9] – scenarzysta, współscenarzysta i producent wykonawczy.